# L'angelo delle ossa
L'angelo delle ossa è un romanzo delle scrittore irlandese John Connolly.
 Originariamente pubblicato nel Regno Unito nel 2005, è il quinto romanzo del ciclo dedicato alle storie dell'investigatore Charlie Parker,  detto Bird.

Nell'ambito del ciclo, il romanzo ad esso precedente è Palude (The White Road), quello seguente è Anime morte (The Unquiet).

## Titolo
L'Angelo Nero che dà il titolo originale al romanzo è il protagonista di una leggenda di origine medioevale che all'interno della narrazione riveste un'importanza fondamentale.
 La leggenda in sé è dovuta alla fantasia dell'autore, che per costruirla si è però servito di numerose fonti storiche, sacre ed esoteriche, tra le quali la più rilevante è il Libro di Enoch, uno degli apocrifi biblici già largamente utilizzato anche in  Tutto ciò che muore (Every Dead Thing), il primo romanzo del ciclo dedicato a Charlie Parker.

## Incipit
(Traduzione dall'inglese di Stefano Bortolussi)

## Trama
Le cose non procedono al meglio nella nuova casa di Scarborough presso la palude: dopo la nascita della loro figlia Samantha i rapporti tra Bird e Rachel sono tesi. La donna teme che lo stile di vita di Bird possa mettere in pericolo la famiglia; Bird per parte sua è consapevole del problema ma non sa come risolverlo.
 Voltare le spalle a coloro che chiedono aiuto gli procura una grande sofferenza: ha provato ad essere più distaccato però non ci è riuscito. Così quando giunge la notizia che Alice Temple, cugina di Louis, è scomparsa a New York, Bird non prende nemmeno in considerazione l'idea di lasciare l'amico solo nella ricerca.
 La ragazza era una prostituta tossicomane e quasi nessuno si preoccupa veramente della sorte a cui può essere andata incontro; quando Bird e i suoi si mettono all'opera per Alice è già troppo tardi: tutto ciò che si riesce a trovare di lei sono quelle che in seguito verranno identificate come le sue ossa. L'indagine cambia dunque direzione: in parte si tratta di vendicare la morte di Alice (e ne faranno le spese alcuni ambigui individui, tra cui il suo protettore), in parte si tratta di capire cosa sia accaduto.
 Gradualmente e con difficoltà emerge una strana storia: negli ultimi tempi Alice e la sua amica Sereta avevano spesso lavorato in coppia; uno dei loro clienti più affezionati era stato un ricco collezionista di nome Winston, ucciso nella sua bella casa. La sera dell'omicidio le due ragazze erano presenti e pur essendo riuscite a fuggire, avevano portato con sé qualcosa che con ogni probabilità ha poi finito per causare la loro morte. Anche Sereta infatti è stata uccisa, in stranissime circostanze, in un motel vicino al confine messicano.
 La già difficile situazione si complica ancora di più quando la morte delle due ragazze va ad intrecciarsi con un'altra incredibile storia che si dipana attorno alla ricerca del cosiddetto Angelo Nero ad opera di una setta segreta, quella dei Credenti.
 Gli Angeli Neri in realtà dovrebbero essere due, demoni gemelli separati da secoli: il primo, Ashmael, impegnato nell'incessante ricerca dell'altro, Immael, che secondo la leggenda era stato combattuto, vinto e intrappolato nell'argento da un monaco medioevale di nome Erdrich. In sostanza l'Angelo Nero attorno al quale si concentrano le attenzioni dei Credenti, di numerosi collezionisti e appassionati di esoterismo nonché di un paio di monaci cistercensi, sarebbe una statua d'argento fuso che racchiude un demone. Alcuni di coloro che la ricercano sono convinti della sua essenza soprannaturale, altri pensano più semplicemente che il manufatto possa diventare un orgoglioso trofeo, o al contrario una pericolosa calamita per i malvagi.
 Anche Bird si trova in bilico tra i problemi del mondo reale e le possibilità legate al mito: un minaccioso e ambiguo individuo di nome Brightwell pensa addirittura di aver riconosciuto nello stesso Bird uno dei tanti angeli caduti, in particolare l'unico angelo traditore che dopo il ripudio ha manifestato il pentimento e cercato la redenzione. Più concretamente però il pericolo immediato si manifesta in altro modo: per intimidire Bird che sta scoprendo troppe cose i Credenti attaccano la casa di Scarborough e in sua assenza tentano di rapire la piccola Sam. Vengono respinti, ma l'episodio avrà comunque spiacevoli conseguenze perché Rachel deciderà di anteporre a tutto la sicurezza della figlia, separandosi per un po' da Bird.
 Proseguendo nell'indagine Bird e i suoi ricostruiscono molti fatti del passato che li aiutano a capire il presente; infine identificano anche il probabile nascondiglio dell'Angelo Nero: il monastero di Sedlec nella Repubblica Ceca, il luogo in cui secondo la leggenda Erdrich aveva combattuto e vinto Immael.
 La conclusione della vicenda porta la risposta ad alcune domande e un violento scontro durante il quale Bird riesce ad uccidere Brightwell, che prima di morire promette di tornare per vendicarsi.
 Rientrato a Scarborough Bird deve fare i conti con l'assenza di Rachel, che è andata a vivere con i genitori nel Vermont. A lui resta l'ormai consueta - e non propriamente rassicurante - "presenza" dei suoi fantasmi.

## Personaggi
- Charlie "Bird" Parker. È insieme felice e angosciato per la nascita della sua seconda figlia Samantha; non commette l'errore di confonderla con la scomparsa Jennifer, ma è consapevole che il suo stile di vita e il richiamo dei morti e dei perduti costituisce un potenziale pericolo per tutti i suoi cari. Malgrado ciò, non ha esitazioni nell'offrire a Louis il suo aiuto per cercare la cugina Alice.

- Rachel Wolfe. Continua ad amare moltissimo Bird e questo le rende le cose più difficili perché malgrado i costanti timori non può fare a meno di comprenderlo. Tuttavia la nascita di Samantha aumenta il suo nervosismo: Rachel ha già provato sulla propria pelle gli effetti negativi del legame con Bird ed è ansiosa di allontanare dalla figlia ogni possibile minaccia.

- Louis ed Angel. Stavolta Bird non si limita a lavorare con loro ma lavora per loro, e questo cambia un po' i rapporti interni al gruppo. Inizialmente Bird era amico soprattutto di Angel: ai tempi di New York e del Dipartimento di polizia lo scassinatore, al quale ha salvato la vita un paio di volte, era uno dei suoi informatori. Louis è arrivato in conseguenza del legame affettivo con Angel, ma la ricerca di Alice lo porta umanamente molto più vicino a Bird, nel bene e nel male.

- Alice Temple. È la cugina di Louis; il malvagio Deber che Louis ha ucciso da adolescente era suo padre: per questo il rapporto tra i due non è mai stato facile, malgrado l'affetto.
 Forse Alice ha imboccato la sua brutta strada a causa dell'infelicità e della mancanza di certezze che l'hanno perseguitata sin da bambina.

- Walter Cole. Dopo le incomprensioni seguite alla conclusione dello scontro con il Viaggiatore si è gradualmente riavvicinato a Bird, al quale è legato da una vecchia amicizia e da un più recente debito di gratitudine.
 Ormai è in pensione, tuttavia mantiene con il Dipartimento agganci che vengono messi a frutto nell'indagine sulla scomparsa di Alice.

- L'Angelo Nero. Il suo nome è Ashmael: è l'incarnazione di una leggenda medioevale e l'obiettivo che si prefigge è quello di ritrovare il fratello perduto Immael. Lo affianca nella secolare ricerca la setta dei Credenti, uomini e donne che pensano di essere demoni  immortali, angeli caduti che nel tempo trasmigrano di corpo in corpo.

- Brightwell. Obeso e deforme, è il braccio destro e il fedelissimo sostenitore della più recente incarnazione di Ashmael. Personaggio al confine tra il reale e il soprannaturale, è anche un "sepolcro di anime": il ricettacolo che raccoglie e imprigiona l'essenza delle persone da lui uccise.

- David Sekula. È un giovane e brillante avvocato, reclutato dai Credenti per curare i loro affari terreni. Apprezza a fondo tutti i vantaggi della propria posizione, ma a differenza di altri non si illude di essere qualcosa di diverso da un normale essere umano.

- Hope Zahn. È la bellissima e algida segretaria-amante dell'avvocato Sekula, molto più coinvolta di lui nelle convinzioni dei Credenti. Potrebbe essere realmente un demone, più certamente è una donna sanguinaria e crudele.

- Charles Neddo. È un ambiguo antiquario, appassionato di strani articoli quali le opere d'arte realizzate con ossa umane. In passato è stato molto vicino ai Credenti, poi è tornato al cattolicesimo ortodosso. Da lui Bird riceve parecchie utili indicazioni.

- Claudia Stern. Proprietaria e direttrice della House of Stern, una casa d'aste di Boston che si occupa di oggetti esoterici o comunque molto particolari: sculture create con le ossa, stampe, quadri e antichi manoscritti di analogo tenore.
 È una sessantenne ben conservata che conosce a fondo la materia di cui si occupa. Anche da lei Bird ottiene informazioni riguardanti la leggenda dell'Angelo Nero e le implicazioni contemporanee di un mito che molti collezionisti considerano sin troppo reale.

- Mark Hall e Larry Crane. Ex compagni d'armi e veterani della Seconda guerra mondiale, ora vivono in Georgia: il primo ha fatto fortuna con la vendita di auto usate, il secondo è un fallito detestato persino dalla propria moglie. La ricerca dell'Angelo Nero da parte dei Credenti riporta all'attualità un passato che entrambi avevano cercato di dimenticare.

- Joachim Stuckler. È figlio di un alto ufficiale nazista che durante la Seconda Guerra mondiale in Europa si è impadronito di numerosi tesori e opere d'arte. Sua madre Maria lo ha portato negli Stati Uniti quando era ancora un bambino, ottenendo la cittadinanza in cambio di informazioni cedute all'FBI di Edgar J. Hoover.
 Ora la sua passione di collezionista lo spinge a partecipare alla pericolosa ricerca dell'angelo Nero.

- Martin Reid e Paul Bartek. Monaci cistercensi: il primo di origine scozzese, abbastanza indulgente nei confronti delle lusinghe del mondo materiale; il secondo cecoslovacco, appartenente ad un più rigoroso ramo dell'ordine. Sono amici e condividono la responsabilità della lotta contro i Credenti.
 Da Bartek Bird ottiene l'assoluzione per i peccati commessi e l'esortazione a perdonare finalmente se stesso per ciò che è accaduto a Susan e a Jennifer.

## Cronologia
A differenza dei primissimi romanzi, nei quali risultava abbastanza rigorosa, qui la cronologia presenta numerose incertezze.
 La narrazione inizia con il battesimo di Samantha, la figlia di Bird e di Rachel che in base ai riferimenti del passato dovrebbe aver visto la luce tra la fine del 1998 e l'inizio del 1999. Nel romanzo è la fine di gennaio e Samantha viene più volte definita come "neonata", tuttavia l'anno narrativo non può essere quello giusto: la New York in cui si svolge buona parte dell'azione è una città che ha già conosciuto l'Undici Settembre e il capitolo 1 del romanzo contiene l'accenno ad un evento sportivo riferibile al  2003.. Sembrerebbe dunque di poter concludere che la vicenda principale si svolga piuttosto nell'anno 2004.  
 In questo romanzo non solo l'anno risulta piuttosto incerto: nel cap.2 si dice di essere a fine gennaio, ma dal cap.5 si evince che la narrazione non si è ancora spinta molto oltre la metà del mese (probabilmente è il giorno 17).
 In ogni caso la narrazione contemporanea è ampiamente intervallata anche da inserti riguardanti il passato: uno ambientato in Boemia nel 1421, ed uno ambientato nella Francia sotto occupazione nazista nel 1944.

## Edizioni

### Edizione originale
- John Connolly, The Black Angel, Hodder & Stoughton, London, 2005

### Edizioni italiane
- John Connolly, L'angelo delle ossa, traduzione di Stefano Bortolussi, Rizzoli, 2006, pp.555 - ISBN 978-88-17-01401-4
- John Connolly, L'angelo delle ossa, traduzione di Stefano Bortolussi, Rizzoli, SuperPocket Best Thriller, 2007, pp. 555 - ISBN 978-88-462-0865-1
- John Connolly, L'angelo delle ossa, traduzione di Stefano Bortolussi, Rizzoli  BUR Narrativa, 2007, pp. 555 - ISBN 88-17-01877-5

### Altre edizioni
- John Connolly, The Black Angel, Atria Books, New York, 2005
- John Connolly, The Black Angel: A Thriller (Charlie Parker Mysteries), Mass Market Paperback, 2006

### Edizioni audio
- John Connolly, The Black Angel. Formato: audiocassetta. Lingua: inglese; lettore: Jeff Harding. (UK), 2005
- John Connolly, The Black angel. Formato: CD. Lingua: inglese; lettore: Jeff Harding. (UK), 2010

### Edizioni multimediali
- John Connolly, The Black Angel. Formato: e-book scaricabile da internet, pp.496, 2005
- John Connolly, The Black Angel, Kindle Edition, Atria, New York, 2005